# سیارک ۵۴۲۰
سیارک ۵۴۲۰ (به انگلیسی: 5420 Jancis، نامگذاری:1982JR1) پنج هزار و چهارصد و بیستمین سیارک کشف شده‌است که در ۱۵ مه ۱۹۸۲ کشف شد.
قدر مطلق سیارک برابر ۳۳.۸ است.